# Луцій Папій Пакаціан
Луцій Папій Пакаціан (*Lucius Papius Pacatianus, д/н — після 341) — державний діяч Римської імперії.

## Життєпис
Походив з роду Папіїв з південної Італії. Був намісником з титулом vir perfectissumus Сардинії в 308 або 309 році при узурпаторі Доміції Олександрі. Після поразки і загибелі останнього у 311 році Пакаціан зберіг свою посаду, оскільки Доміцій був союзником Костянтина I в боротьбі проти Максенція.
У 319 році призначається вікарієм Британії. Тут багато зробив для відродження політичної і економічної стабільності. Починається відбудова християнських базилік. У квітні 332 року став преторіанським префектом Італії. Перебував на цій посаді до 337 року. В цей час у 333 році стає консулом (разом з Мецилієм Гіларіаном). У написі від 337 року ім'я Пакаціана згадується першим серед інших преторіанських префектів. 
У 337—340 роках брав участь у кампанія імператора Константа проти його братів, проте власне посада Пакаціана невідома. Остання згадка відноситься до 341 року.